# Липки (Владимирская область)
Липки — населённый пункт (участок) в Вязниковском районе Владимирской области России, входит в состав муниципального образования «Город Вязники».

## География
Населённый пункт расположен в 6 км на северо-запад от райцентра Вязники.

## История
Образован после Великой Отечественной войны в составе Коурковского сельсовета, с 1986 года — в составе Чудиновского сельсовета, с 2005 года — в составе муниципального образования «Город Вязники».

## Население
| 2002 | 2010 | 2021 |
| ---- | ---- | ---- |
| 77   | ↗106 | ↗108 |